# Чарлз Тафтс
Чарлз Тафтс (16 липня 1781 — 24 грудня 1876) — американський бізнесмен і філантроп.

## Біографія
Тафтс народився в Медфорді, штат Массачусетс, в сім'ї Ебіґейл та Деніела Тафтсів. Він був нащадком Пітера Тафтса, раннього колоніста, який прибув до Америки з Англії приблизно в 1637 році. Здобув загальну освіту.  Він розбагатів на своєму цегляному заводі і отримав у спадок велику кількість землі. Тафтс пожертвував 8,1 га землі в Медфорді, штат Массачусетс, під університет Тафтса. Згодом Чарльз Тафтс пожертвував ще 32 га, довівши територію кампусу до 40 га. 
У 1821 році він одружився з Ганною Робінсон, але дітей не мав.
Він помер у Сомервіллі, штат Массачусетс, де також є частина кампусу Університету Тафтса, і був похований на кладовищі Маунт-Оберн у Кембриджі.

## Спадщина
- Університет Тафтса
- На його честь було назване одне з тарнспортних суден класу «Ліберті» часів Другої світової війни SS Charles Tufts, побудоване в Портленді, штат Орегон, у 1944 році.

## Зовнішні посилання
- Хронологія університету Тафтса
- Чарлз Тафтс на сайті Find a Grave (англ.)